# Friedhelm Grundmann

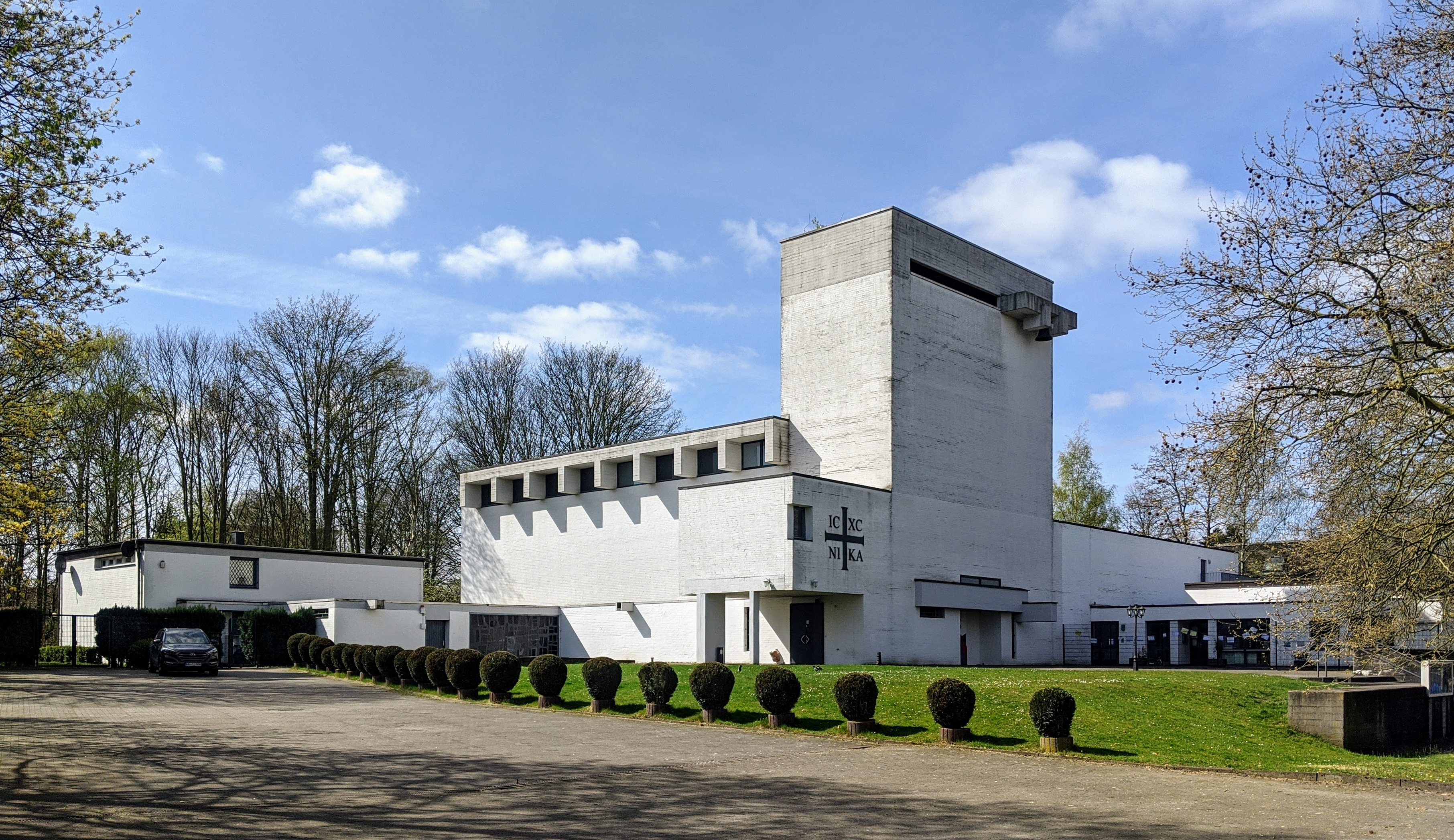
Zu seinen bedeutendsten Werken zählte Grundmann die Simeonkirche in Hamburg-Hamm

Friedhelm Grundmann (* 24. April 1925 in Bad Warmbrunn, Provinz Niederschlesien; † 27. Oktober 2015 in Hamburg) war ein deutscher Architekt und Professor an der Hochschule für Angewandte Wissenschaften Hamburg. Er plante allein oder mit anderen Architekten zahlreiche Kirchen in Norddeutschland und mehrere U-Bahnhöfe in Hamburg. Bei der Ausstattung von Kirchen und U-Bahn-Stationen kooperierte er oft mit dem Bildhauer Hans Kock.

## Leben

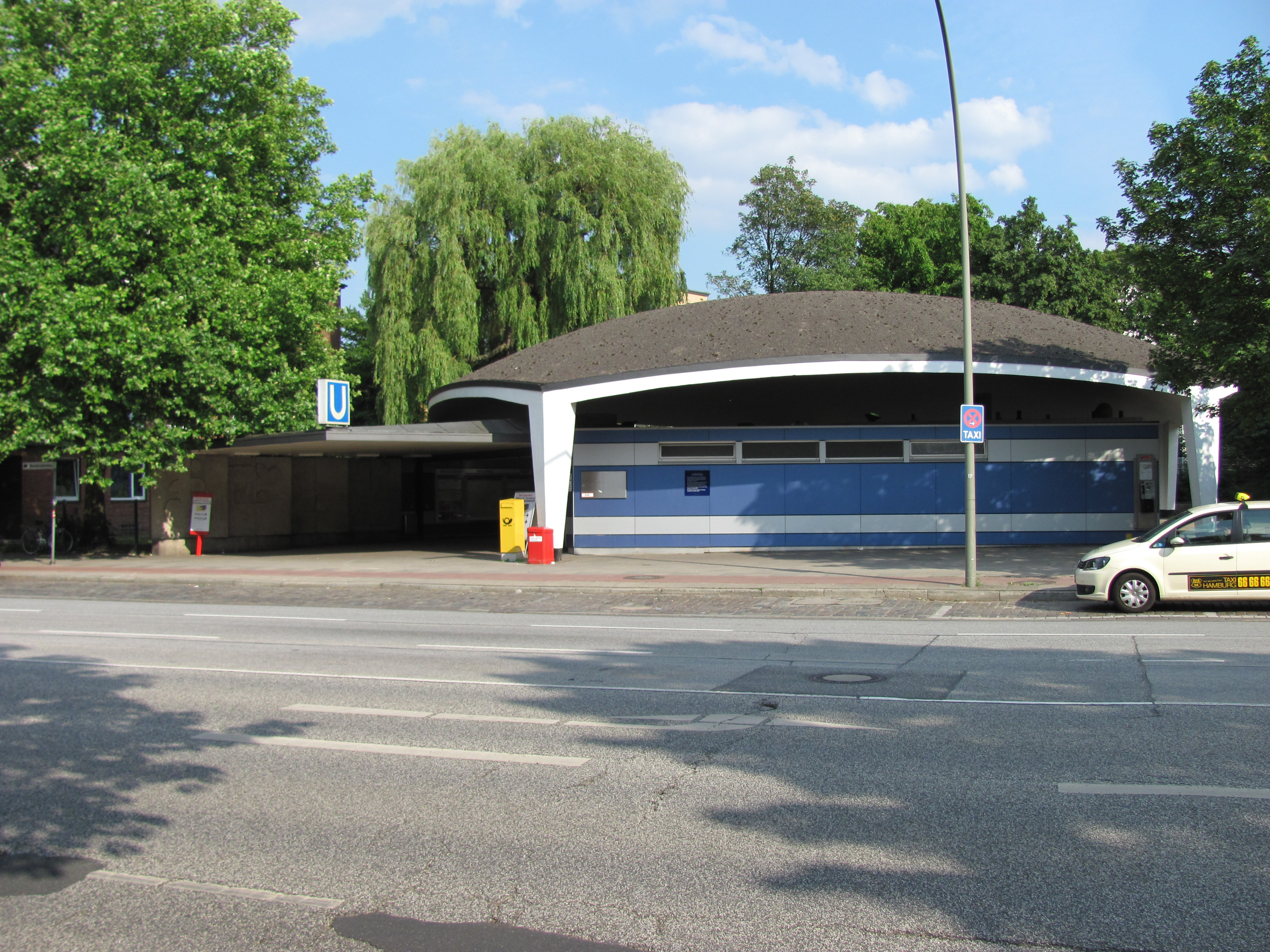
U-Bahnhof Lübecker Straße (1961, mit Horst Sandtmann)

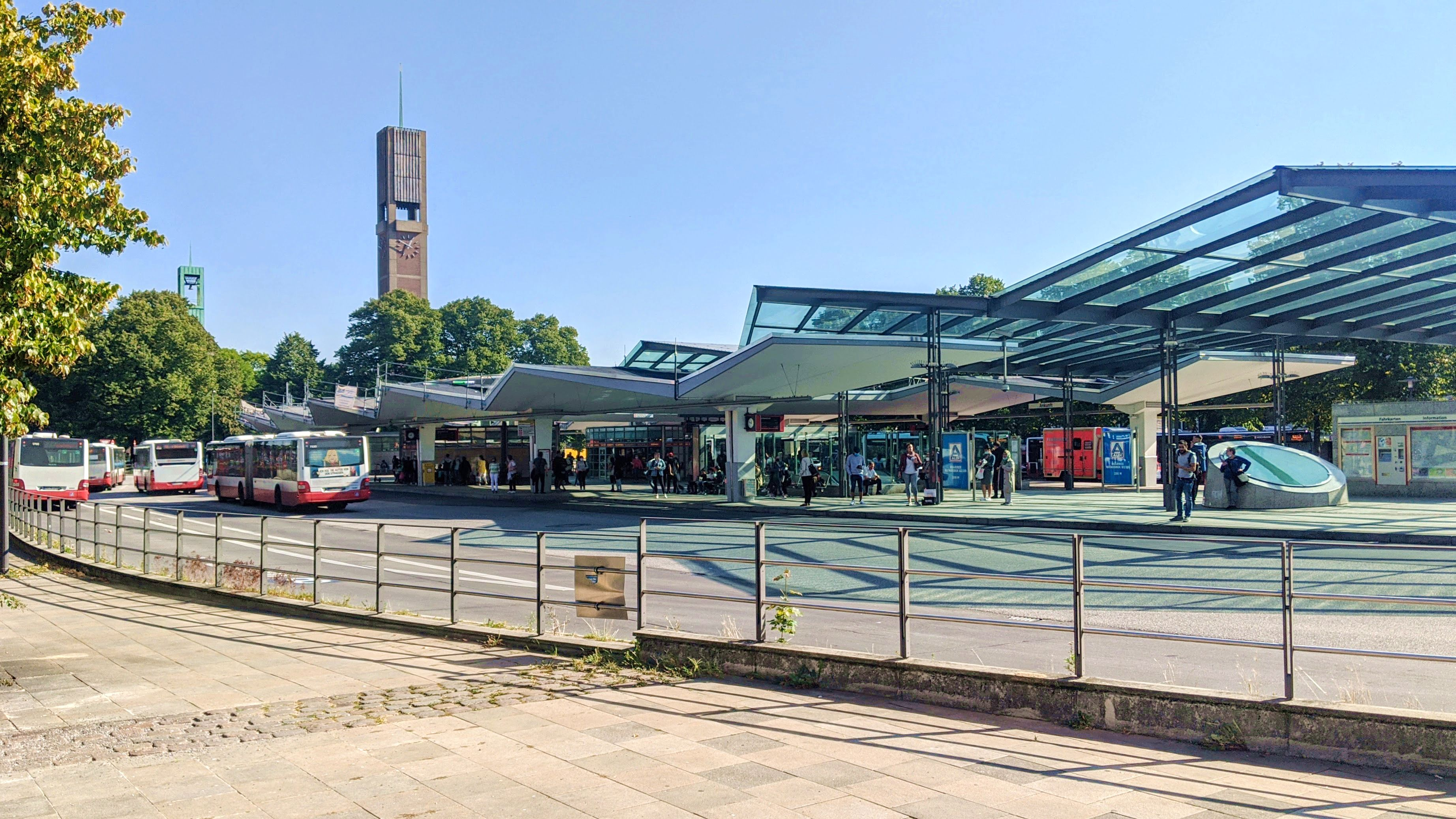
Busbahnhof Wandsbek Markt (Ausbau 2005 mit Mathias Hein)

Friedhelm Grundmann, Sohn des Kunsthistorikers und Denkmalpflegers Günther Grundmann, begann 1943 ein Architekturstudium an der Technischen Hochschule Breslau, wurde aber bereits nach einem Semester zum Kriegsdienst einberufen. Nach Kriegsende setzte er sein Studium 1946 an der Technischen Hochschule München fort; zu seinen Lehrern dort zählten Adolf Abel, Martin Elsaesser und Robert Vorhoelzer. Nach dem Abschluss 1951 ging er nach Hamburg, wo er bis 1956 bei Werner Kallmorgen arbeitete. Danach arbeitete er in wechselnden Partnerschaften mit den Architekten Horst Sandtmann, Otto Rehder, Friedhelm Zeuner und zuletzt Mathias Hein. 1962 wurde er in den Hamburger Denkmalrat berufen, 1975 folgte die Ernennung zum Professor an der damaligen Fachhochschule Hamburg, zunächst für Architektur und ab 1980 für Entwerfen und Architekturgeschichte. Zwischen 1982 und seiner Emeritierung 1988 war er zudem als Dekan der Fakultät tätig. Ab 1976 war er Mitglied der Freien Akademie der Künste in Hamburg.
Seine Kirchenbauten führten ihn zu einem Engagement für den Deutschen Evangelischen Kirchentag. Grundmann war von 1982 bis 2002 Herausgeber der Zeitschrift Kunst und Kirche.

## Bauten (Auswahl)

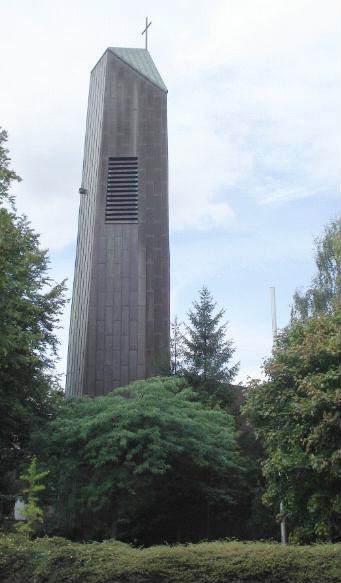
Christuskirche in Bad Schwartau

- Westzugang zur Barmbeker U-Bahn-Station in Hamburg (1959–1961, umgebaut 2009)
- Christuskirche in Bad Schwartau (1960–1962)
- U-Bahnhof Lübecker Straße in Hamburg (1960/61, mit Horst Sandtmann)
- Friedrich-von-Bodelschwingh-Kirche in Lübeck (1963–1965)
- Simeonkirche, Sievekingsallee 12d, in Hamburg (1965) (zusammen mit Herbert Kuhn[2] und Friedhelm Zeuner)
- Umgestaltung der Bismarck-Gedächtnis-Kirche in Aumühle (1966/67)
- Dankeskirche in Hohenhorst, Hamburg-Rahlstedt (gesamtes Ensemble mit Kirche, Pastoraten, Gemeindezentrum) (eingeweiht 1967)
- Haus Grundmann, Eickhoffweg 42a in Hamburg-Wandsbek (1967)
- Nathan-Söderblom Kirche in Reinbek (1966–1970)
- Kreuzkirche in Lübeck (mit Gemeindezentrum, Gemeindehaus, Pastorat, Küsterwohnung, Aussehen der Orgel) (1969–1971)
- Gemeindezentrum Mümmelmannsberg in Hamburg (zusammen mit Otto Rehder und Friedhelm Zeuner) (1976)[3]
- Wiederaufbau der Hauptkirche St. Trinitatis in Hamburg-Altona (1963–1969)
- Wiederaufbau des Lübecker Doms (1963–1982)
- Umgestaltung des Greifswalder Doms (bis 1989)
- Emmauskirche Visbek (1996 bis 1997, mit Mathias Hein)
- Kirche Maria – Hilfe der Christen in Quickborn (1997–2000, mit Mathias Hein und Bernhard Breuninger)
- Umgestaltung des U- und Busbahnhofs Wandsbek Markt in Hamburg (2005, mit Mathias Hein)

## Schriften
- (mit Hans-Jürgen Benedict, Karin Berkemann, Frank Pieter Hesse): Baukunst von morgen! Hamburgs Kirchen der Nachkriegszeit. Dölling und Galitz, München 2007, ISBN 3-937904-60-3.
- Carl Gotthard Langhans (1732–1808). Lebensbild und Architekturführer. Bergstadt Verlag Korn, Würzburg 2007, ISBN 978-3-87057-280-8.
- (mit Fotografien von Michael Zapf): Hamburg, Stadt der Brücken. Medien-Verlag Schubert, Hamburg 2003, ISBN 3-929229-89-7.
- (mit Thomas Helms): Wenn Steine predigen. Medien-Verlag Schubert, Hamburg 1993, ISBN 3-929229-14-5.
- Backsteingotik an der Ostseeküste. Dümmler, Bonn 1987, ISBN 3-427-91261-2.
- Hamburg (= Deutsche Lande – Deutsche Kunst) Deutscher Kunstverlag, München / Berlin 1978, ISBN 3-422-00107-7.
- (mit Manfred Fischer, Manfred Sack): Architektur und Denkmalpflege. Neue Architektur in historischer Umgebung. Moos, Gräfelfing / München 1975, ISBN 3-7879-0084-5.